# Лаврисхеви
Лаврисхеви (груз. ლავრისხევი) — село в Грузии, на территории Каспского муниципалитета края (мхаре) Шида-Картли.

## География
Село находится в центральной части Грузии, на правом берегу реки Лаврула (правый приток Куры), на расстоянии приблизительно 9 километров (по прямой) к юго-востоку от города Каспи, административного центра муниципалитета. Абсолютная высота — 971 метр над уровнем моря.

## Население
По результатам официальной переписи населения 2014 года, в Лаврисхеви проживало 18 человек (8 мужчин и 10 женщин). В национальной структуре населения грузины составляли 94,4 %, азербайджанцы — 5,6 %.
| Год  | Население, человек |
| ---- | ------------------ |
| 2002 | 24                 |
| 2014 | ↘ 18               |